# José Díaz (argentyński piłkarz)
José Díaz Daddona (ur. 20 kwietnia 1938 w Buenos Aires) – argentyński piłkarz, grający podczas kariery na pozycji pomocnika.

## Kariera klubowa
José Díaz podczas piłkarskiej kariery występował w stołecznych klubach Lanús i Ferro Carril Oeste. W lidze argentyńskiej rozegrał 85 spotkań.

## Kariera reprezentacyjna
W olimpijskiej reprezentacji Argentyny Díaz występował w latach 1959-1960. 
W 1959 uczestniczył w Igrzyskach Panamerykańskich, na których Argentyna zdobyła złoty medal. Na turnieju w Chicago Díaz wystąpił w pięciu meczach z USA, Meksykiem, Haiti, Kostaryką, Kubą i Brazylią. W 1960 uczestniczył w Igrzyskach Olimpijskich w Rzymie. Na turnieju we Włoszech wystąpił we wszystkich trzech meczach z Danią, Tunezją i Polską.